# Swedish Open 1991
Lo Swedish Open 1991 è stato un torneo di tennis giocato sulla terra rossa. È stata la 44ª edizione dello Swedish Open, che fa parte della categoria World Series nell'ambito dell'ATP Tour 1991. Si è giocato al Båstad Tennis Stadion di Båstad in Svezia, dall'8 al 14 luglio 1991.

## Campioni

### Singolare
Magnus Gustafsson ha battuto in finale  Alberto Mancini con il punteggio di 6–1 6–2

### Doppio
Ronnie Båthman /  Rikard Bergh hanno battuto in finale  Magnus Gustafsson /  Anders Järryd con il punteggio di 6–4 6–4